# Raïon de Klimavitchy
Le raïon de Klimavitchy (en biélorusse : Клімавіцкі раён, Klimavitski raïon) ou raïon de Klimovitchi (en russe : Климовичский район, Klimovitchski raïon) est une subdivision de la voblast de Moguilev, en Biélorussie. Son centre administratif est la ville de Klimavitchy.

## Géographie
Le raïon couvre une superficie de 1 542,78 km2, dans l'est de la voblast. Le raïon de Klimavitchy est limité au nord et à l'est par la Russie (oblast de Smolensk), au sud-est par le raïon de Khotsimsk, au sud par le raïon de Kastsioukovitchy et à l'ouest par le raïon d'Assipovitchy, à l'ouest par le raïon de Krasnapolle et le raïon de Tcherykaw, et au nord-ouest par le raïon de Krytchaw.

## Histoire
Le raïon de Klimavitchy a été créé le 17 juillet 1924.

## Population

### Démographie
Les résultats des recensements de la population (*) font apparaître une diminution continue de la population depuis 1959 :
| 1959*  | 1970*  | 1979*  | 1989*  | 1999*  | 2009*  |
| ------ | ------ | ------ | ------ | ------ | ------ |
| 50 101 | 47 207 | 40 754 | 36 448 | 34 087 | 28 523 |

### Nationalités
Selon les résultats du recensement de 2009, la population du raïon se composait de deux nationalités principales :
- 94,25 % de Biélorusses ;
- 4,34 % de Russes.

### Langues
En 2009, la langue maternelle était le biélorusse pour 64,2 % des habitants du raïon de Klimavitchy et le russe pour 34,8 %. Le biélorusse était parlé à la maison par 29,25 % de la population du raïon et le russe par 69,59 %.